# Private Eye
Hanne Boels album Private Eye släpptes i februari 2007 av skivbolaget Warner Music.

## Låtlista
1. Diamond Thief. 4:13
2. I`m Not the Enemy. 4:43
3. Novembersong. 3:56
4. Preacher. 3:56
5. There's an Angel. 4:44
6. The Ballad of Lucy Jordan. 6:05
7. I'll Be Your Baby Tonight. 4:18
8. Mother's Eyes. 3:51
9. Next to You. 4:01
10. Hush Now. 3:42
11. Year of the Cat. 4:20
12. Let the Music Play. 3:53